# Echo Investment
Echo Investment S.A. – polski deweloper, który realizuje inwestycje w trzech sektorach rynku nieruchomości: mieszkaniowym, biurowym i centrów handlowych.
Od 1996 spółka notowana jest na Giełdzie Papierów Wartościowych w Warszawie. Zrealizowała ponad 200 projektów w kilkudziesięciu miastach Polski o łącznej powierzchni przekraczającej 2 000 000 m². Ponadto posiada i zarządza największym w Polsce portfelem lokali na wynajem (PRS).
W latach 2015–2019 głównym akcjonariuszem (prawie 56% akcji) Echo Investment była grupa kapitałowa PIMCO-Oaktree-Griffin Real Estate. W grudniu 2019 cały pakiet nabyła węgierska firma Wing.

## Zrealizowane projekty

### Centra handlowe

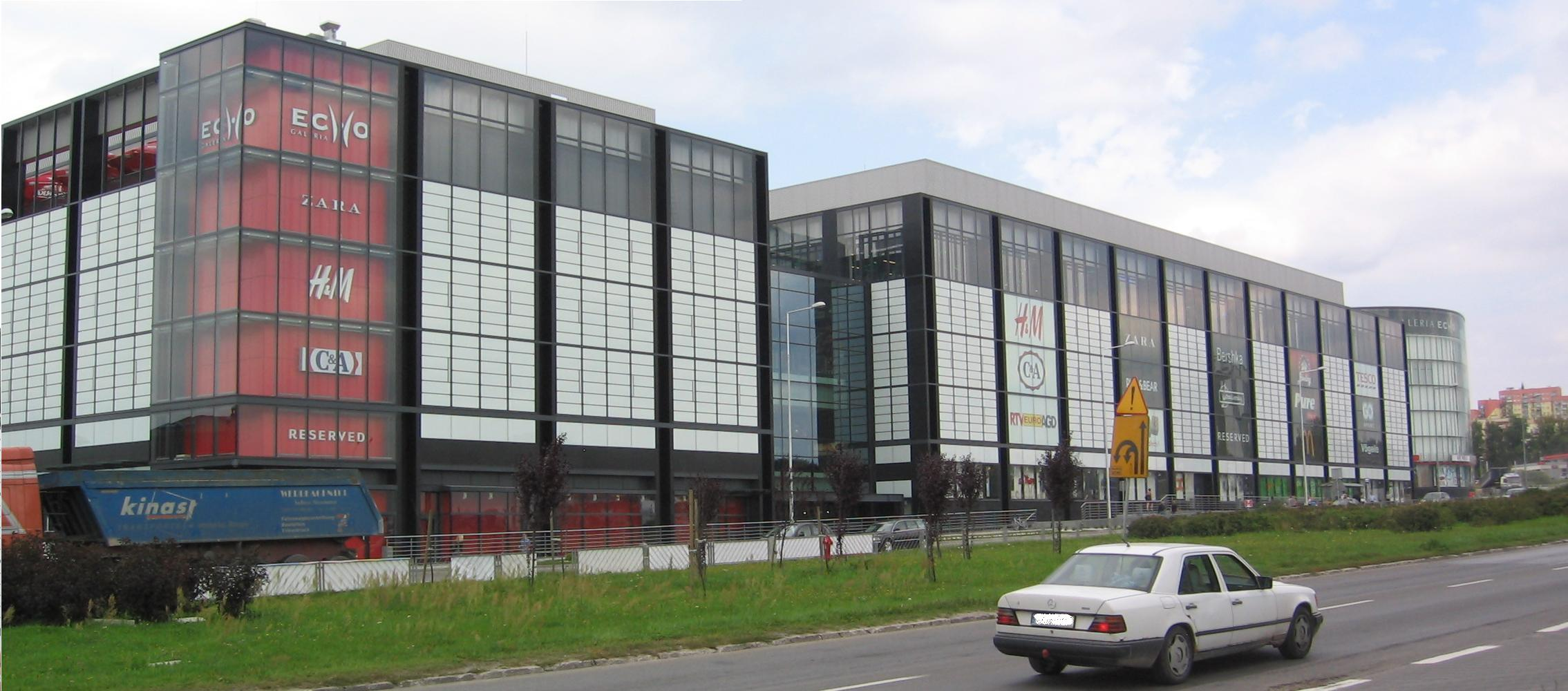
Galeria Echo w Kielcach

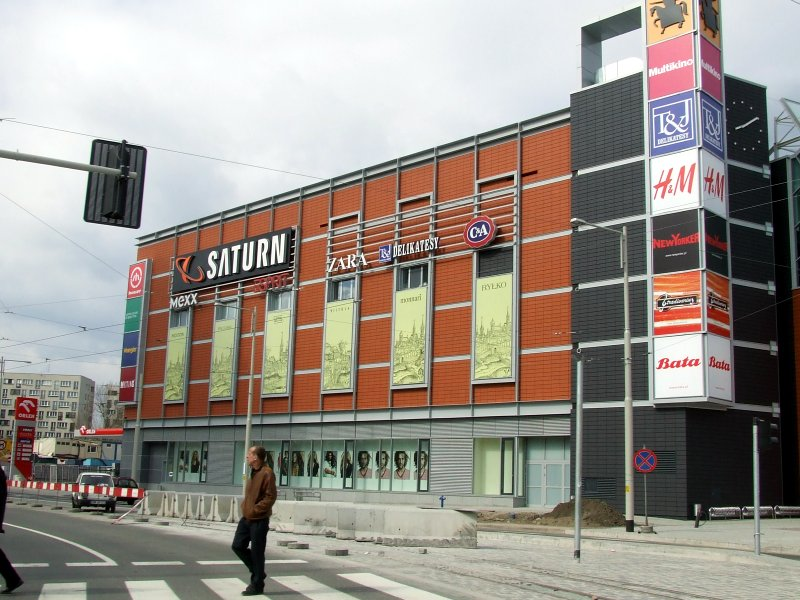
Pasaż Grunwaldzki we Wrocławiu

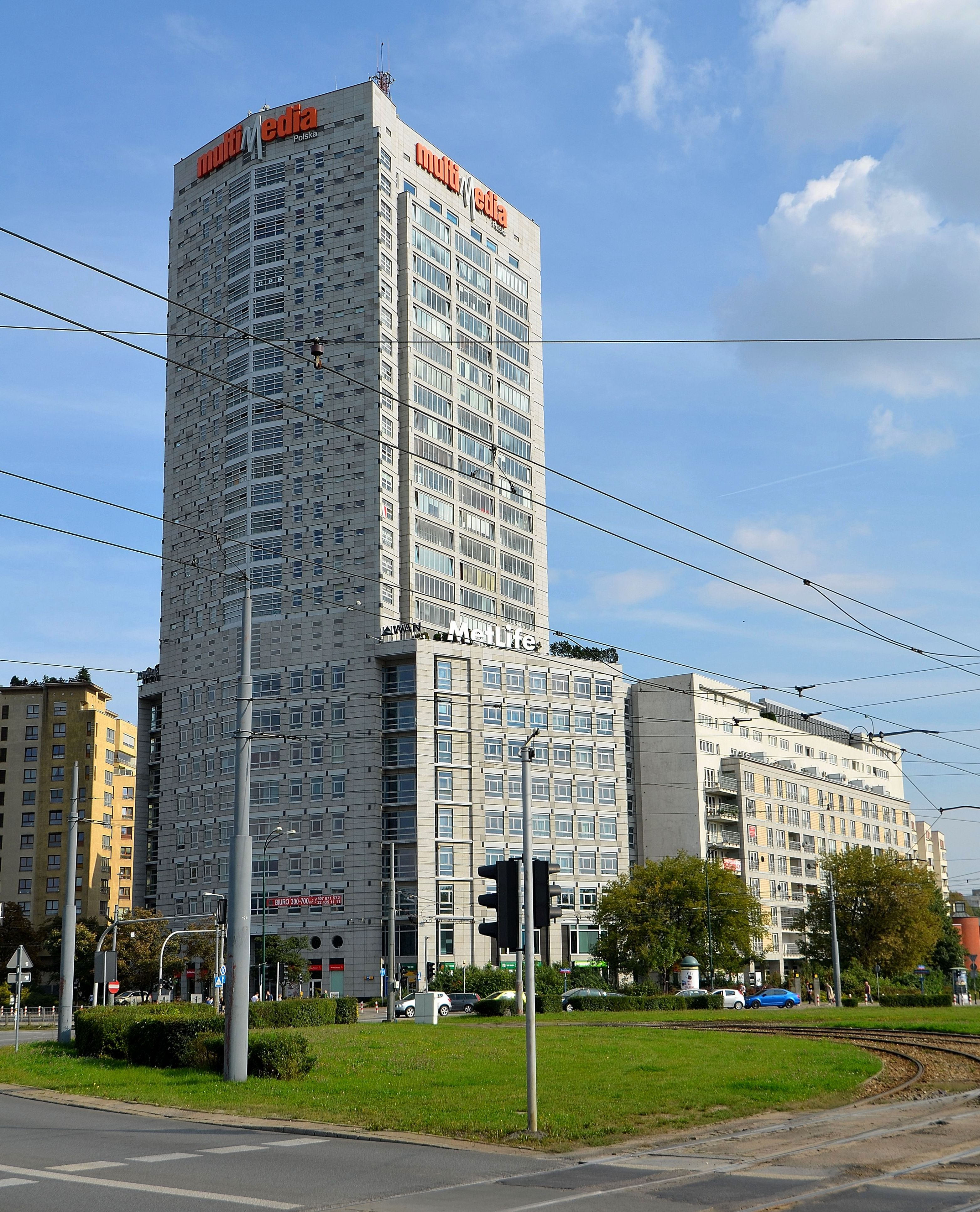
Babka Tower w Warszawie

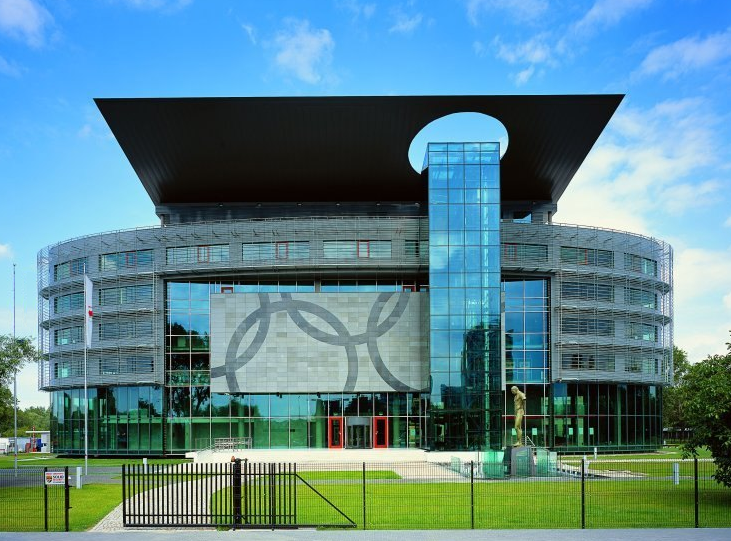
Centrum Olimpijskie w Warszawie

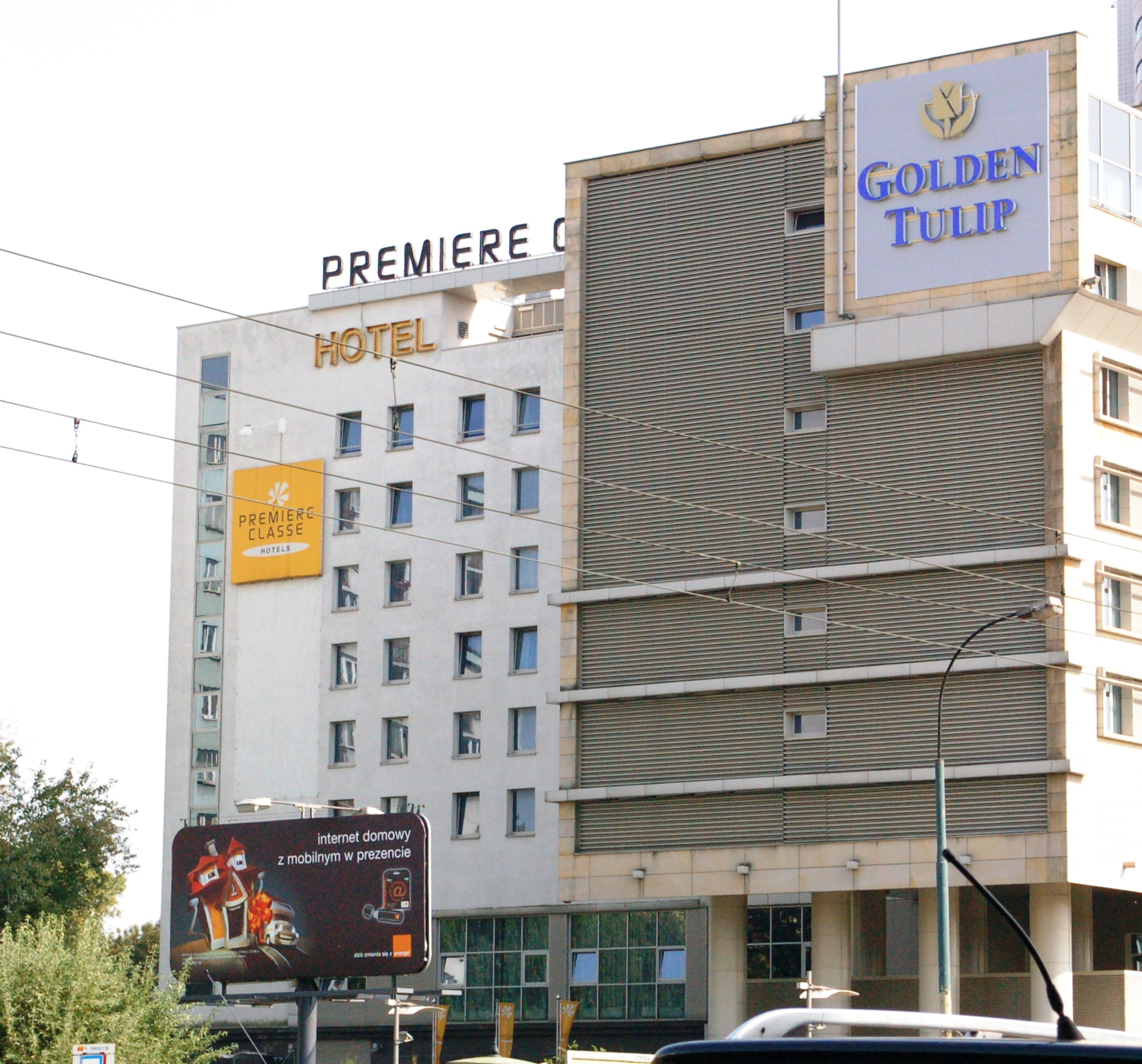
Hotel Premiere Classe w Warszawie

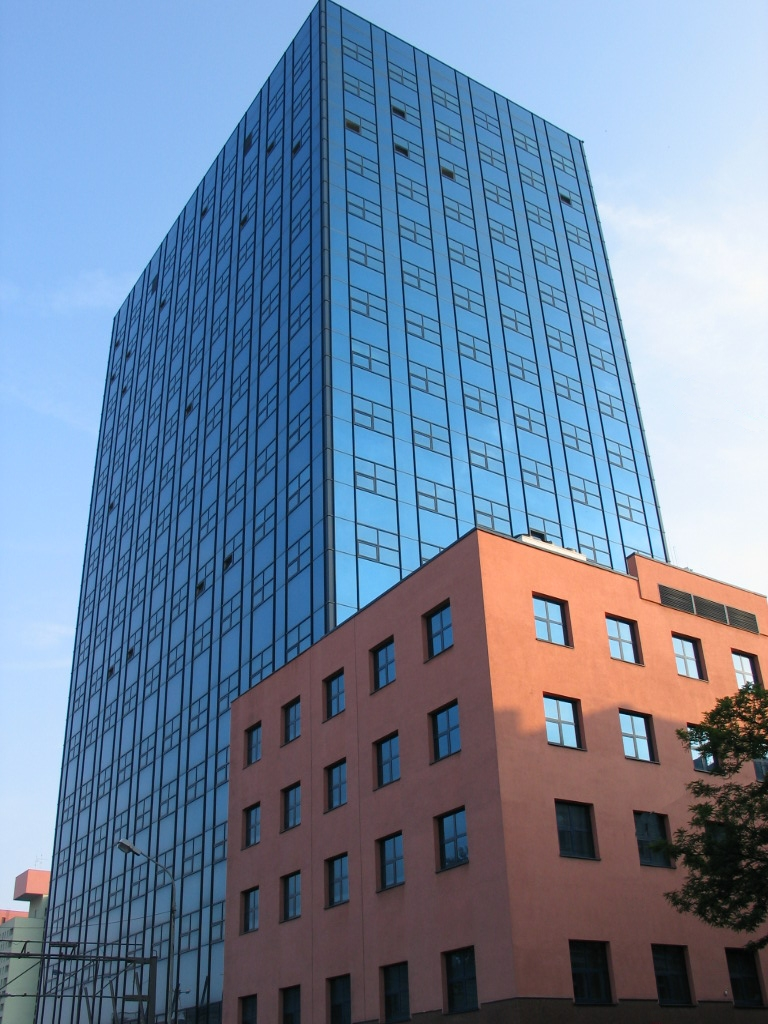
Biurowiec Orion Business Tower w Łodzi

| Nazwa               | Miejsce              | Data realizacji  | Pow. całkowita | Pow. najmu |
| ------------------- | -------------------- | ---------------- | -------------- | ---------- |
| CH Echo             | Siemianowice Śląskie | kwiecień 2000    | 7000 m²        | 6400 m²    |
| CH Echo             | Bełchatów            | maj 2000         | 11 500 m²      | 9300 m²    |
| CH Echo             | Radom                | maj 2000         | 20 300 m²      | 19 500 m²  |
| CH Echo             | Piotrków Trybunalski | czerwiec 2000    | 18 200 m²      | 17 400 m²  |
| CH Echo             | Jelenia Góra         | lipiec 2000      | 20 400 m²      | 19 000 m²  |
| CH Echo             | Tarnów               | lipiec 2000      | 21 300 m²      | 20 200 m²  |
| CH Echo             | Przemyśl             | październik 2000 | 5100 m²        | 4900 m²    |
| CH Echo             | Świętochłowice       | grudzień 2000    | 8200 m²        | 7900 m²    |
| CH Echo             | Tczew                | wrzesień 2001    | 5100 m²        | 4600 m²    |
| CH Echo             | Zamość               | marzec 2002      | 7500 m²        | 7000 m²    |
| CH Echo             | Pabianice            | czerwiec 2002    | 17 100 m²      | 15 000 m²  |
| CH Echo             | Płock                | lipiec 2002      | 13 000 m²      | 11 000 m²  |
| CH Echo             | Olkusz               | wrzesień 2002    | 8100 m²        | 7400 m²    |
| CH Echo             | Piła                 | grudzień 2002    | 6700 m²        | 6500 m²    |
| Galaxy              | Szczecin             | październik 2003 | 94 000 m²      | 42 000 m²  |
| Pasaż Świętokrzyski | Kielce               | listopad 2006    | 16 500 m²      | 13 200 m²  |
| Pasaż Grunwaldzki   | Wrocław              | kwiecień 2007    | 120 000 m²     | 50 000 m²  |
| Galeria Echo        | Kielce               | sierpień 2011    | 159 000 m²     | 70 000 m²  |
| Galeria Olimpia     | Bełchatów            | listopad 2012    |                | 21 300 m²  |
| Outlet Park         | Szczecin             | październik 2016 |                | 28 300 m²  |
| Galeria Veneda      | Łomża                | marzec 2013      |                | 15 200 m²  |
| Galeria Amber       | Kalisz               | marzec 2014      | 88 000 m²      | 33 500 m²  |
| Galeria Sudecka     | Jelenia Góra         | kwiecień 2015    |                | 18 500 m²  |
| Libero Katowice     | Katowice             | listopad 2018    |                |            |
| Galeria Młociny     | Warszawa             | maj 2019         |                |            |

### Budynki mieszkalne
| Nazwa               | Miejsce  | Data realizacji  | Liczba mieszkań |
| ------------------- | -------- | ---------------- | --------------- |
| Melody House        | Warszawa | kwiecień 1998    | 37              |
| Flower House        | Warszawa | maj 1998         | 57              |
| Nalewki             | Warszawa | lipiec 1999      | 91              |
| Kasztel             | Kraków   | sierpień 1999    | 123             |
| Zwycięzców          | Warszawa | sierpień 2000    | 110             |
| Nad Wartą           | Poznań   | styczeń 2001     | 128             |
| Ateńska             | Warszawa | marzec 2001      | 125             |
| Babka Tower         | Warszawa | wrzesień 2001    | 355             |
| Klonowa             | Kielce   | kwiecień 2002    | 73              |
| Cztery Pory Roku    | Kraków   | sierpień 2002    | 41              |
| Za Portową Bramą    | Szczecin | październik 2002 | 51              |
| Kirkor              | Warszawa | wrzesień 2003    | 42              |
| Małe Naramowice     | Poznań   | listopad 2004    | 60              |
| Osiedle Inflancka C | Warszawa | lipiec 2005      | 158             |
| Mondrian House      | Warszawa | sierpień 2005    | 72              |
| Dom Pod Pegazem     | Kraków   | grudzień 2005    | 69              |
| Małe Naramowice II  | Poznań   | styczeń 2006     | 69              |
| Osiedle Inflancka B | Warszawa | kwiecień 2007    | 134             |
| Osiedle Inflancka A | Warszawa | czerwiec 2008    | 126             |
| Zwycięzców II       | Warszawa | lipiec 2008      | 231             |

### Biurowce
| Nazwa                   | Miejsce  | Data realizacji  | Pow. biurowa |
| ----------------------- | -------- | ---------------- | ------------ |
| City Gate               | Warszawa | listopad 2000    | 19 000 m²    |
| Babka Tower             | Warszawa | wrzesień 2001    | 13 500 m²    |
| Centrum Biznesu         | Łódź     | grudzień 2001    | 7500 m²      |
| Centrum Olimpijskie     | Warszawa | maj 2004 r.      | 7800 m²      |
| Orion Business Tower    | Łódź     | czerwiec 2004    | 9700 m²      |
| Athina Park             | Warszawa | luty 2005        | 12 800 m²    |
| Postępu 3               | Warszawa | październik 2005 | 20 400 m²    |
| Astra Park              | Kielce   | wrzesień 2007    | 16 200 m²    |
| Park Postępu            | Warszawa | wrzesień 2009    | 34 000 m²    |
| Avatar                  | Kraków   | grudzień 2010    | 11 000 m²    |
| Oxygen                  | Szczecin | wrzesień 2010    | 14 100 m²    |
| Malta Office Parka      | Poznań   | grudzień 2011    | 29 200 m²    |
| Aquarius Business House | Wrocław  | październik 2013 | 25 000 m²    |
| A4 Business Park        | Katowice | grudzień 2014    | 18 300 m²    |

### Hotele
| Sieć            | Miejsce     | Data realizacji | Liczba pokoi |
| --------------- | ----------- | --------------- | ------------ |
| Ibis            | Warszawa    | marzec 2000     | 190          |
| Ibis            | Łódź        | maj 2000        | 212          |
| Ibis            | Poznań      | sierpień 2000   | 147          |
| Ibis            | Zabrze      | czerwiec 2001   | 116          |
| Ibis            | Częstochowa | czerwiec 2001   | 127          |
| Ibis            | Kraków      | styczeń 2002    | 175          |
| Novotel         | Kraków      | luty 2002       | 200          |
| Novotel         | Szczecin    | luty 2002       | 117          |
| Ibis            | Szczecin    | luty 2002       | 103          |
| Qubus           | Gliwice     | luty 2003       | 89           |
| Campanile       | Warszawa    | marzec 2004     | 194          |
| Premiere Classe | Warszawa    | marzec 2004     | 126          |
| Kyriad Prestige | Warszawa    | marzec 2004     | 144          |
| Qubus           | Kraków      | lipiec 2006     | 195          |
| Qubus           | Kielce      | wrzesień 2006   | 90           |